# Longepi
Genre
Longepi est un genre d'araignées aranéomorphes de la famille des Lamponidae.

## Distribution
Les espèces de ce genre sont endémiques d'Australie.

## Liste des espèces
Selon World Spider Catalog (version 17.5, 25/10/2016) :
- Longepi barmah Platnick, 2000
- Longepi bondi Platnick, 2000
- Longepi boyd Platnick, 2000
- Longepi canungra Platnick, 2000
- Longepi cobon Platnick, 2000
- Longepi durin Platnick, 2000
- Longepi tarra Platnick, 2000
- Longepi woodman Platnick, 2000

## Publication originale
- Platnick, 2000 : A relimitation and revision of the Australasian ground spider family Lamponidae (Araneae: Gnaphosoidea). Bulletin of the American Museum of Natural History, no 245, p. 1-330 (texte intégral).